# 마쓰다이라 나오타카 (1665년)
마쓰다이라 나오타카(松平直丘)는 에도 시대 전기부터 중기까지의 다이묘이다. 이즈모 모리 번 제2대 번주. 나오마사 계 에치젠 마쓰다이라 가 모리 번 분가(直政系越前松平家母里藩分家) 제2대 당주. 마쓰에번주 마쓰다이라 나오마사의 4남이다.
| 전임 마쓰다이라 다카마사 | 제2대 이즈모 모리 번 번주 (에치젠 마쓰다이라 가) 1673년 ~ 1712년(음력) | 후임 마쓰다이라 나오카즈 |